# The Chronicles of Narnia: The Lion, the Witch and the Wardrobe (computerspel)
The Chronicles of Narnia: The Lion, the Witch and the Wardrobe is een action-adventure/fantasycomputerspel uit 2005, ontwikkeld door Traveller's Tales en uitgebracht door Disney Interactive Studios. Het spel is gebaseerd op de gelijknamige film uit 2005.
Het spel werd uitgebracht voor Xbox, PlayStation 2, Microsoft Windows, Nintendo DS, Nintendo GameCube en Game Boy Advance.

## Gameplay
Het doel van het spel is om de Pevensie kinderen door het winterlandschap van Narnia te begeleiden. Onderweg moet je verschillende opdrachten uitvoeren om uit de handen van Jadis, de Witte Heks te blijven. Het spel telt in totaal 15 levels, waarvan er 13 zich in Narnia afspelen. In het begin en op het einde van het spel zijn fragmenten uit de gelijknamige film te zien.
Om in het spel vijanden te verslaan en puzzels op te lossen, moet de speler gebruikmaken van de verschillende speciale vaardigheden van de Pevensie kinderen. Zo kan Peter vechten met een zwaard, kan Susan pijlen afvuren, kan Edmund hoger gelegen gebieden bereiken met zijn klimvaardigheden en kan Lucy gewonde mensen en dieren genezen. Elk personage beschikt in totaal over 9 speciale vaardigheden.
In het spel kan de speler munten verzamelen, waarmee hij o.a. personage-upgrades kan kopen.

### Handheld versie
De versie beschikbaar op de Nintendo DS en Game Boy Advance kregen een iets andere gameplay. Zo bevat de gameplay van de handheld versie 17 levels, en kan de speler niet van personage verwisselen tijdens het level.

## Ontwikkeling

### Patches & Updates
Na de release van het spel, werd in de PC-versie een bug vastgesteld. In het gevecht met Jadis, de Witte Heks, blijft het personage vaststeken achter de rotsen. Hierdoor werd het onmogelijk om haar te verslaan. Het probleem kon worden opgelost nadat de speler een update van het spel had gedownload via de officiële website van het spel.

## Ontvangst
Het spel werd door de critici gematigd tot positief ontvangen.
| Beoordeeld door | Jaar | Platform | Score  |
| --------------- | ---- | -------- | ------ |
| IGN             | 2005 | PC       | 8.3/10 |
| Metacritic      | 2005 | PS2      | 68/100 |
| Gamespot        | 2005 | DS       | 6.3/10 |
| Inside Gamer    | 2005 | PS2      | 7/10   |
| Eurogamer       | 2005 | PS2      | 7/10   |
| Gamezone        | 2006 | PC       | 7/10   |